# Hieracium semilimbatum
Hieracium semilimbatum — вид квіткових рослин родини айстрових (Asteraceae).

## Поширення
Флора Білорусі.